# Nicole Jagerman
Nicole Jagerman (23 luglio 1967) è un'ex tennista olandese.
È conosciuta anche come Nicole Krijger-Jagerman e Nicole Muns-Jagerman.

## Carriera
In carriera ha vinto 2 titoli di doppio. Nei tornei del Grande Slam ha ottenuto il suo miglior risultato raggiungendo i quarti di finale di doppio agli Australian Open nel 1995, in coppia con la connazionale Kristie Boogert.
In Fed Cup ha disputato un totale di 9 partite, ottenendo 4 vittorie e 5 sconfitte.

## Statistiche

### Doppio

#### Vittorie (2)
| Numero | Anno           | Torneo                       | Superficie  | Compagna      | Avversarie in finale              | Punteggio |
| 1.     | 11 luglio 1986 | Ellesse Grand Prix, Perugia  | Terra rossa | Carin Bakkum  | Csilla Bartos-Cserepy Amy Holton  | 6-4, 6-4  |
| 2.     | 21 luglio 1991 | WTA Austrian Open, Kitzbühel | Terra rossa | Bettina Fulco | Sandra Cecchini Patricia Tarabini | 7-5, 6-4  |

### Doppio

#### Finali perse (3)
| Numero | Anno            | Torneo                           | Superficie  | Compagna        | Avversarie in finale              | Punteggio     |
| 1.     | 8 dicembre 1986 | WTA Argentine Open, Buenos Aires | Terra rossa | Manon Bollegraf | Lori McNeil Mercedes Paz          | 1-6, 6-2, 1-6 |
| 2.     | 15 luglio 1990  | Swedish Open, Båstad             | Terra rossa | Carin Bakkum    | Mercedes Paz Tine Scheuer-Larsen  | 3-6, 7-6, 2-6 |
| 3.     | 22 luglio 1990  | Estoril Open, Estoril            | Terra rossa | Carin Bakkum    | Sandra Cecchini Patricia Tarabini | 6-1, 2-6, 3-6 |